# Ivan Krajnik
Ivan Krajnik, slovenski učitelj in kartograf, * 4. september 1857, Solkan, † 28. december 1929, Maribor.
Po končanem učiteljišču v Kopru je bil od leta 1879 do 1898 učitelj v Podmelcu, kjer je veliko prispeval h kulturnemu in prosvetnemu razvoju kraja. Ustanovil je narodno društvo Zavednost, vodil čitalniški in cerkveni pevski zbor ter bil med ustanovitelji učiteljskega društva za Tolminsko in njegov prvi predsednik. Iz učnih razlogov se je že v Podmelcu začel ukvarjati s kartografijo. Zaradi spora s tolminskim okrajnim glavarjem in iz osebnih razlogov je prosil za premestitev na Štajersko, kjer je služboval v raznih krajih in po upokojitvi živel v Mariboru. Zavzemal se je posodobitev didaktičnih prijemov v šoli, njegov največji prispevek pa je na kartografskem področju. Povsod kjer je učil je sam izdelal in opremil šole z geografskimi kartami in domoznanskimi zemljevidi.